# Anilios pilbarensis
Anilios pilbarensis är en ormart som beskrevs av Aplin och Donnellan 1993. Anilios pilbarensis ingår i släktet Anilios och familjen maskormar. Inga underarter finns listade i Catalogue of Life.
Denna orm förekommer i nordvästra Australien kring Port Hedland. Den vistas i gräsmarker, buskskogar och halvöknar. Honor lägger ägg.
Kanske påverkas beståndet regionalt av gruvdrift. Hela populationen anses vara stabil. IUCN listar arten som livskraftig (LC).